# Николас Масу
Николас Алехандро Масу Фрид (шп. Nicolás Alejandro Massú Fried; 10. октобар 1979, Виња дел Мар) је бивши професионални тенисер из Чилеа, познат и по надимку Вампир (El vampiro). Двоструки је олимпијски победник из Атине 2004. у појединачној конкуренцији и у игри парова заједно са Фернандом Гонзалезом.

## Каријера
Као јуниор освојио је престижни турнир Оранж Боул 1997. године. Исте године је био на првом месту ранг-листе у јуниорској конкуренцији парова (пето место појединачно).
Године 1998. дебитовао је за Дејвис куп репрезентацију Чилеа. Прво финале на АТП турнирима одиграо је 2000. године, изгубио је у финалу у Орланду од сународника Гонзалеза. Почетком 2001, губи у финалу Аделејда од немачког тенисера Томија Хаса. Прву титулу је освојио 2002. у Буенос Ајресу. У 2003. години освојио је два турнира, у Амерсфорту и Палерму, а изгубио је у финалу Букурешта, Кицбила и Мадрида. Такође је освојио турнир у Сопоту у Пољској. Године 2003. завршио је међу првих 20 тенисера света. У јулу 2004, освојио је турнир у Кицбилу у Аустрији, победивши Гастона Гаудиа.
Учествовао је на Олимпијским играма у Сиднеју 2000. и елиминисан је у другом колу.
Велики успех постиже на Олимпијским играма у Атини 2004. освојивши два злата у појединачној конкуренцији и у игри парова с Фернандом Гонзалезом. Он је једини играч у историји који је освојио златне медаље у обе конкуренције на истим играма (рачунајући од 1988).
Победио је и на АТП турниру Бразил Опен у бразилском граду Коста до Суипе 2006. године. Његов тренер је Аргентинац Габријел Маркус. Живи у летовалишту Виња дел Мар.

## Медаље на Олимпијским играма

### Појединачно: 1 златна
| Медаља | Датум            | Турнир                        | Подлога | Противник | Резултат                |
| ------ | ---------------- | ----------------------------- | ------- | --------- | ----------------------- |
| Златна | 22. август 2004. | Олимпијске игре, Атина, Грчка | Тврда   | Марди Фиш | 6:3, 3:6, 2:6, 6:3, 6:4 |

### Парови: 1 златна
| Медаља | Турнир                        | Партнер           | Подлога | Противници                  | Резултат                   |
| ------ | ----------------------------- | ----------------- | ------- | --------------------------- | -------------------------- |
| Златна | Олимпијске игре, Атина, Грчка | Фернандо Гонзалез | Тврда   | Николас Кифер Рајнер Шитлер | 6:2, 4:6, 3:6, 7:6(7), 6:4 |

## АТП финала

### Појединачно (15)
| Легенда                     |
| --------------------------- |
| Гренд слем (0-0)            |
| АТП Завршни шампионат (0-0) |
| Олимпијске игре (1-0)       |
| АТП Мастерс серија (0-1)    |
| АТП титуле (5-8)            |

| Финала по подлогама |
| ------------------- |
| Тврда (1-2)         |
| Шљака (5-7)         |
| Трава (0-0)         |
| Тепих (0-0)         |

| Бр. | Датум               | Турнир          | Место одржавања         | Подлога | Противник у финалу | Резултат                |
| --- | ------------------- | --------------- | ----------------------- | ------- | ------------------ | ----------------------- |
| 1.  | 24. фебруар 2002.   | Буенос Ајрес    | Буенос Ајрес, Аргентина | Шљака   | Агустин Каљери     | 2:6, 7:6(5), 6:2        |
| 2.  | 20. јул 2003.       | Амерсфорт       | Амерсфорт, Холандија    | Шљака   | Рамон Слејтер      | 6:4, 7:6(3), 6:2        |
| 3.  | 28. септембар 2003. | Палермо         | Палермо, Италија        | Шљака   | Пол-Анри Матје     | 1:6, 6:2, 7:6(0)        |
| 4.  | 25. јул 2004.       | Кицбил          | Кицбил, Аустрија        | Шљака   | Гастон Гаудио      | 7:6(3), 6:4             |
| 5.  | 22. август 2004.    | Олимпијске игре | Атина, Грчка            | Тврда   | Марди Фиш          | 6:3, 3:6, 2:6, 6:3, 6:4 |
| 6.  | 26. фебруар 2006.   | Коста до Суипе  | Коста до Суипе, Бразил  | Шљака   | Алберто Мартин     | 6:3, 6:4                |

#### Порази (9)
| Бр. | Датум               | Турнир       | Место одржавања      | Подлога | Противник у финалу | Резултат      |
| --- | ------------------- | ------------ | -------------------- | ------- | ------------------ | ------------- |
| 1.  | 7. мај 2000.        | Орландо      | Орландо, САД         | Шљака   | Фернандо Гонзалез  | 2:6, 3:6      |
| 2.  | 7. јануар 2001.     | Аделејд      | Аделејд, Аустралија  | Тврда   | Томи Хас           | 3:6, 1:6      |
| 3.  | 27. јул 2003.       | Кицбил       | Кицбил, Аустрија     | Шљака   | Гиљермо Корија     | 1:6, 4:6, 2:6 |
| 4.  | 14. септембар 2003. | Букурешт     | Букурешт, Румунија   | Шљака   | Давид Санчез       | 2:6, 2:6      |
| 5.  | 19. октобар 2003.   | Мадрид       | Мадрид, Шпанија      | Тврда   | Хуан Карлос Фереро | 3:6, 4:6, 3:6 |
| 6.  | 5. фебруар 2006.    | Виња дел Мар | Виња дел Мар, Чиле   | Шљака   | Хосе Акасусо       | 4:6, 3:6      |
| 7.  | 30. април 2006.     | Казабланка   | Казабланка, Мароко   | Шљака   | Данијеле Брачиали  | 1:6, 4:6      |
| 8.  | 23. јул 2006.       | Амерсфорт    | Амерсфорт, Холандија | Шљака   | Новак Ђоковић      | 6:7(7), 4:6   |
| 9.  | 4. фебруар 2007.    | Виња дел Мар | Виња дел Мар, Чиле   | Шљака   | Луис Орна          | 5:7, 3:6      |